# فارمبورو
فارمبورو (به انگلیسی: Farmborough) یک روستا و محله مدنی در بریتانیا است که در باث و سامرست شمال‌شرقی واقع شده‌است. فارمبورو ۱٬۰۳۵ نفر جمعیت دارد.